# Potwór z Florencji (książka)
Potwór z Florencji – książka oparta na faktach, opisująca serię 16 morderstw. Autorami tego tytułu są Amerykanin Douglas Preston oraz Włoch Mario Spezi.

## Przyjęcie
Książka otrzymała ocenę B od amerykańskiego czasopisma Entertainment Weekly.

## Wersja filmowa
Pod koniec roku 2008, wytwórnia filmowa United Artists ogłosiła, że zakupiła prawo do nakręcenia filmu Potwór z Florencji. Zapowiedziano, że aktor Tom Cruise zagra w tym filmie.